# Baudouin de Lens
 (mars 2022).
La mise en forme du texte ne suit pas les recommandations de Wikipédia : il faut le « wikifier ».
Les points d'amélioration suivants sont les cas les plus fréquents. Le détail des points à revoir est peut-être précisé sur la page de discussion.
- Les titres sont pré-formatés par le logiciel. Ils ne sont ni en capitales, ni en gras.
- Le texte ne doit pas être écrit en capitales (les noms de famille non plus), ni en gras, ni en italique, ni en « petit »…
- Le gras n'est utilisé que pour surligner le titre de l'article dans l'introduction, une seule fois.
- L'italique est rarement utilisé : mots en langue étrangère, titres d'œuvres, noms de bateaux, etc.
- Les citations ne sont pas en italique mais en corps de texte normal. Elles sont entourées par des guillemets français : « et ».
- Les listes à puces sont à éviter, des paragraphes rédigés étant largement préférés. Les tableaux sont à réserver à la présentation de données structurées (résultats, etc.).
- Les appels de note de bas de page (petits chiffres en exposant, introduits par l'outil «  Source ») sont à placer entre la fin de phrase et le point final[comme ça].
- Les liens internes (vers d'autres articles de Wikipédia) sont à choisir avec parcimonie. Créez des liens vers des articles approfondissant le sujet. Les termes génériques sans rapport avec le sujet sont à éviter, ainsi que les répétitions de liens vers un même terme.
- Les liens externes sont à placer uniquement dans une section « Liens externes », à la fin de l'article. Ces liens sont à choisir avec parcimonie suivant les règles définies. Si un lien sert de source à l'article, son insertion dans le texte est à faire par les notes de bas de page.
- La présentation des références doit suivre les conventions bibliographiques. Il est recommandé d'utiliser les modèles {{Ouvrage}}, {{Chapitre}}, {{Article}}, {{Lien web}} et/ou {{Bibliographie}}. Le mode d'édition visuel peut mettre en forme automatiquement les références.
- Insérer une infobox (cadre d'informations à droite) n'est pas obligatoire pour parachever la mise en page.

Pour une aide détaillée, merci de consulter Aide:Wikification.
Si vous pensez que ces points ont été résolus, vous pouvez retirer ce bandeau et améliorer la mise en forme d'un autre article.
Baudouin de Lens sire d'Annequin, dit Baudouin d'Annequin (cf. Appellations dans les manuscrits enluminés des Chroniques de Froissart en fin d'article), né à une date inconnue, probablement au début du XIVe siècle (entre 1325 et 1330 selon Feuchère), est un noble d’Artois, seigneur d’Annequin et de Boyeffles ; chevalier, il fut conseiller et chambellan du roi Jean II le bon et chambellan du régent Charles V pendant la captivité du roi Jean en Angleterre.
Baudouin est un chevalier de la première partie de la guerre de Cent ans; série de conflits opposant, de 1337 à 1453, la dynastie des Plantagenêt à celle des Capétiens et des Valois, à travers elles, le royaume d'Angleterre et celui de France dont le casus belli était la revendication de la couronne de France par le roi d'Angleterre Édouard III en 1337, défiant ainsi le roi de France Philippe VI. La période pendant laquelle Baudouin d'Annequin fut actif, lors de la guerre de cent ans, correspond aux phases Edouardienne (1337-1360), à la guerre de succession de Bretagne (1341-1364), aux mouvements liés aux Jacqueries et aux Grandes compagnies.
Retenu captif en Angleterre avec le roi Jean le bon dont il devint l’ami après la bataille de Poitiers en 1356, il est nommé chambellan royal en 1357 puis il est fait grand maître des arbalétriers en 1358. Ami de longue date, de du Guesclin qui guerroie avec son cousin Olivier de Mauny, il fut aussi un proche du maréchal Arnoud d’Audrehem (un des principaux généraux de du Guesclin avec Mauny) et de Pierre de Villiers de l’Isle-Adam. Commandant de l'infanterie à la bataille de Cocherel, l'issue victorieuse permit à Charles V de se faire sacrer roi de France le 19 mai 1364 dans la cathédrale de Reims; mais Baudouin mourut quelques jours plus tard de ses blessures le 27 mai 1364.

## Biographie

### Origines
Issue des châtelains de Lens et eux-mêmes des comtes de Boulogne, la maison des sires d'Annequin, cadette de celle de Lens avait pris le nom d'une pairie du comté de Béthune active en 1297 et éteinte en 1307; elle comptait notamment Baudouin de Lens né au début du XIVe siècle, fils de Godefroy de Lens, seigneur d’Annequin et de Boyeffles et de Madeleine (alias Marguerite) d’Azincourt.

### Cession de la seigneurie de Beuvry au comte d'ArtoisRobert IIet constitution d'une châtellenie
Une branche de la famille de Lens tenait la seigneurie de Beuvry avant que celle-ci n'appartienne aux comtes d'Artois; ainsi Nicolas de Lens mort après 1245, fils de Jean Ier châtelain de Lens, est seigneur de Beuvry comme Jean son fils mort avant 1260. Marie de Béthune fille de Jean de Lens, chevalier a transmis cette terre à Jean de Nédonchel. En 1266, au mois de mai, Jean de Nédonchel procède à la vente de Beuvry au comte Robert II d'Artois. En 1268, au mois de juillet, est souscrit à Hesdin un acte qui reprend les mêmes assurances de Jean de Nédonchel que celles de l'acte de 1266, ce dernier y cite cette fois le nom de sa mère Isabelle de Aucel (Auchel) qui conserve un douaire jusqu'à sa mort, douaire qui reviendra ensuite au comte Robert II d'Artois. L'acte de 1268 confirme que Jean de Nédonchel, homme de guerre, et Marie de Béthune (fille aînée de Jean de Lens seigneur de Beuvry, chevalier) sa femme, ont vendu à Robert, comte d’Artois, la ville, terre et seigneurie de Beuvry avec leurs dépendances,,. Beuvry fait partie du domaine des comtes d'Artois de 1266-68 à 1446 et suit la dévolution du comté, à partir de la vente aux comtes d'Artois, la seigneurie de Beuvry se dote de la présence d'un officier comtal, un châtelain à côté d'un bailli, qui la fera désigner sous les noms de châtellenie ou de bailliage; on trouvera notamment au temps de Baudouin de Lens sire d'Annequin, "Jehan dit Bosket sire du Bos et de Vremele (Vermelles), chevalier, châtelain de Beuvry" cité aux chartes d’Artois le 18 juillet 1360, appelé Jean Du bois, dit Bosquet, sire d'Annequin, chevalier en 1395-1396, ; dans la suite on trouve Robert de Verquigneul, écuyer, châtelain de Beuvry en 1380 ; Enlart de Pouques, écuyer, châtelain de Beuvry en 1395-1396,, frère de Jean de Pouques,, chevalier, seigneur de Molimont, châtelain du château d'Audenarde en 1391-1392, et de Lille,,,. Enlart de Pouques et Ernoul de la Barre sont deux gentilshommes de la compagnie de l'amiral Jean de Vienne (son oncle Jean de Vienne était capitaine de Calais au moment du siège en 1346-1347), ils font partie de l'expédition en Écosse en 1385 précédant le siège de Wark où un grave conflit éclatera entre-eux,,,,,; le roi Charles VI de France, cherchait alors à achever la guerre de Cent Ans par une victoire française éclatante en portant la guerre sur le sol anglais, avec un double débarquement, d'abord, Jean de Vienne en Écosse et le connétable Olivier V de Clisson au sud de l’Angleterre.
Le seigneur de Beuvry depuis 1266, dans la suite de la famille de Lens est Robert II, comte d'Artois de 1250 à 1302, son fils unique Philippe étant mort avant lui, sa fille Mahaut et Robert III, fils de Philippe, se disputèrent sa succession au comté d'Artois. Robert III sera un des éléments déclencheur de la guerre de cent ans, ayant rejoint le roi d'Angleterre Édouard III à partir de 1334; ce dernier déclenche la guerre de Cent ans en se déclarant héritier légitime de la couronne de France en 1337. Jean d’Artois comte d’Eu, fils de Robert III, reçoit des lettres du roi Jean II le Bon lui enjoignant de prêter hommage au roi d’Angleterre Édouard III pour les fiefs qu’il possède dans la mouvance du comté de Ponthieu, lequel a été cédé audit roi d’Angleterre par le traité de paix; lettres datées du 31 juillet 1361 (En 1384, l’écu de Jean d’Artois comte d’Eu est porté par Gille de Lens dit l’Esclave d’Annequin fils de Baudouin de Lens sire d’Annequin et par Waleran de la Salle lors des obsèques du comte de Flandre; cf section Succession).

### Godefroy et Baudouin de Lens lors de la guerre de Cent ans

#### Quelques mouvements de personnages locaux, préalables à la guerre de cent ans
En 1316, Jean de Fiennes, père du futur connétable Moreau de Fiennes, prend la tête de la noblesse d’Artois révoltée contre la comtesse Mahaut et soutint la cause de Robert III d’Artois. En 1297, le comté d'Artois avait été érigé en comté-pairie. Robert II fut tué à Courtrai en 1302. Le comté était alors disputé entre son petit-fils Robert III et sa fille Mahaut; la Cour des pairs finira par trancher en faveur de la comtesse Mahaut.
En 1316, le 15 novembre, Robert de Fiennes, chevalier, seigneur de Roubecq (Robecq, act. arrt de Béthune), sénéchal de Ponthieu, oncle du futur connétable Moreau de Fiennes, est nommé par le roi d’Angleterre Édouard II, son procureur pour borner avec le roi de France (Jean Ier ou Philippe V) ses fiefs du Ponthieu. Robert de Fiennes, sénéchal de Ponthieu devait probablement être un soutien pour son frère aîné Jean de Fiennes, principal chef des rebelles d’Artois.
En 1317, le 16 juin, Robert de Fiennes, seigneur de Roubecq, sénéchal de Ponthieu, est chargé de recevoir d’Aubin de Bévery (Beuvry, act. arrt de Béthune) la dessaisine du manoir de Soues (act. arrt d’Amiens, canton de Picquigny) qu’il a cédé au roi d’Angleterre Édouard II.
En 1318, en avril, Robert de Fiennes, seigneur de Roubecq, sénéchal de Ponthieu, fait savoir que les accusations portées contre les communes de Waben (act. arrt de Montreuil), Berck (act. arrt de Montreuil), et Verton (act. arrt de Montreuil) seront mises à néant moyennant 200 livres payées au roi d’Angleterre Édouard II, duc d'Aquitaine ou de Guyenne, comte de Ponthieu et sire de Montreuil.
En 1318, le 18 octobre, le Parlement de Paris ordonne une enquête sur les abus de pouvoir commis par Robert de Fiennes, seigneur de Roubecq, sénéchal de Ponthieu, et dont la ville d’Abbeville se plaignait.

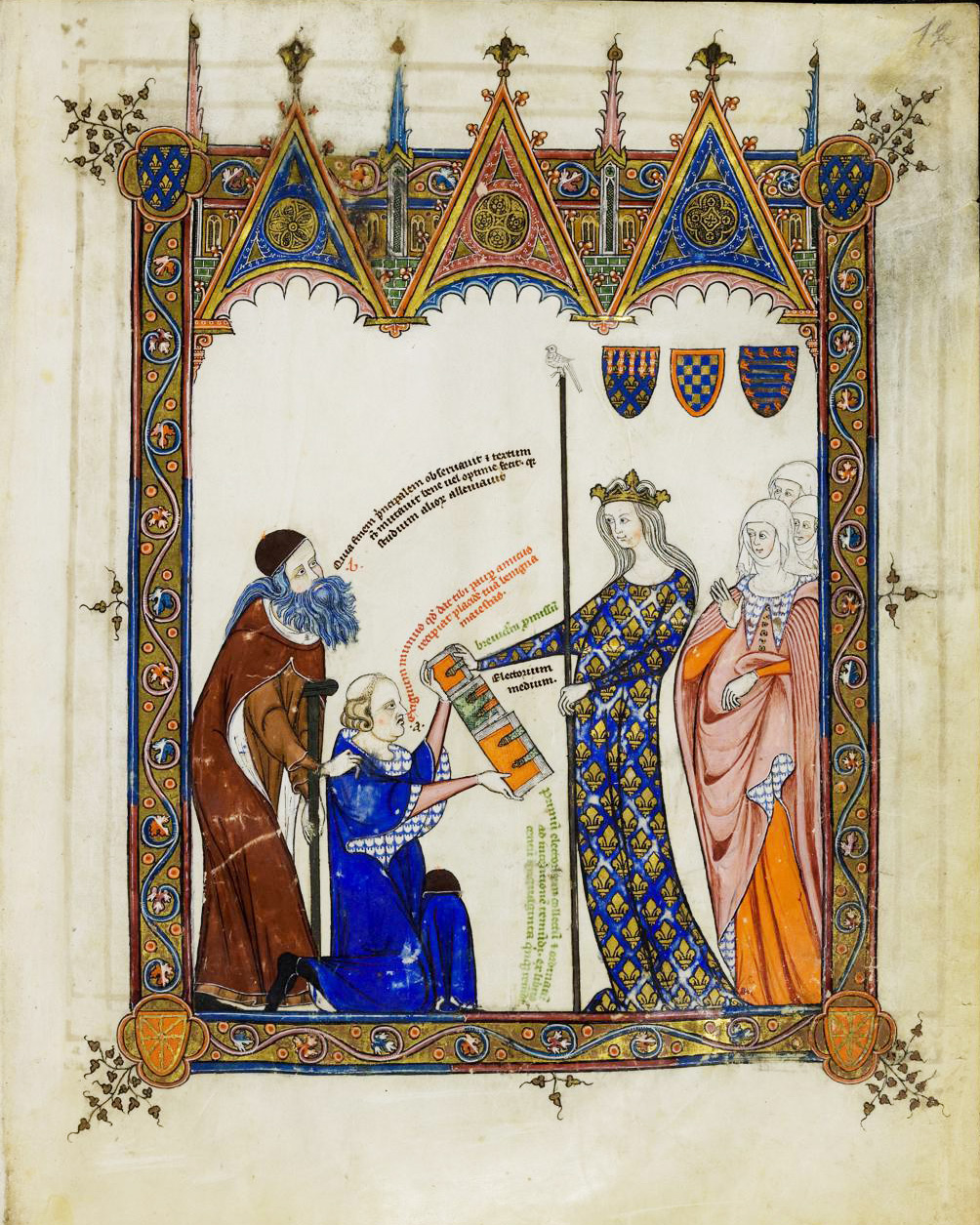
Jeanne II de Bourgogne-Artois (1291-1330); reine de France (1316-1322) fille de Mahaut d'Artois (1269-1329) et d'Othon IV de Bourgogne (1240-1303), épouse de Philippe V le Long roi de France (1316-1322); reçoit de Thomas Le Myésier (au centre, à genoux) - médecin personnel de la comtesse Mahaut et de sa fille Jeanne, chanoine à Arras - ses trois traités [abrégés de l'oeuvre de Lulle], en présence de Raymond Lulle (à gauche, debout derrière Le Myésier). Enluminure tirée du "Breviculum seu electorium parvum" de Thomas le Myésier, Karlsruhe, Badische Landesbibliothek, St. Peter perg. 92, fol. 12r

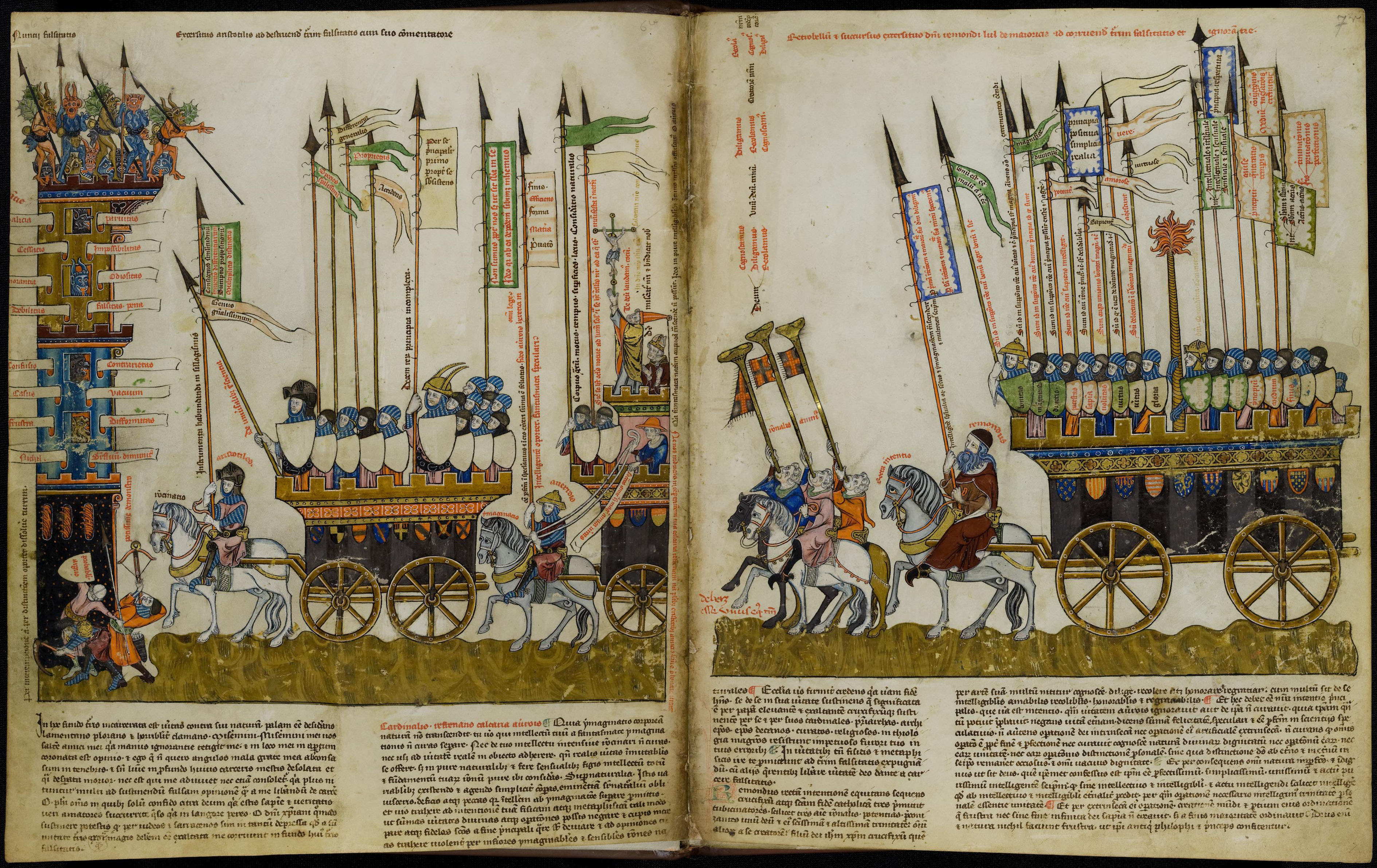
Breviculum de Thomas le Myésier, réalisé après 1321, on distingue au folio 6v (p. de gauche) l'écu des châtelains de Lens, il pourrait représenter celui de Baudouin ou Godefroy d'Annequin (le seigneur d'Annequin), appelé à Corbie en 1318 pour réconcilier la comtesse Mahaut et la noblesse d'Artois. Enluminure tirée du "Breviculum seu electorium parvum" de Thomas le Myésier, Karlsruhe, Badische Landesbibliothek, St. Peter perg. 92, fol. 6v et 7r

En 1318 : Godefroy ou Baudouin d'Annequin, (le seigneur d'Anequin), chevalier de la châtellenie de Lille, s'était acquis un grand renom dans la province, au point que Philippe V le long l'avait appelé en 1318, à Corbie, pour réconcilier Mahaut et la noblesse d'Artois dont les seigneurs de Fiennes, de Picquigny et de Renty étaient les principaux chefs,.

#### Prémices de la guerre de cent ans
En 1337, au début de la guerre de Cent Ans, Philippe VI de Valois confisque le comté de Ponthieu à Édouard III d'Angleterre.
Dès 1340, (Godefroy, père de Baudouin de Lens) Godefroy (et/ou Baudouin) est mêlé aux première luttes de la guerre de cent ans.
En 1340, le 26 juillet a lieu la bataille de Saint-Omer, Robert III d'Artois et les Flamands attaquent Saint-Omer que défendent le duc Eudes de Bourgogne (Eudes IV de Bourgogne), les comtes d'Armagnac (Jean Ier d'Armagnac) et de Fauquembergues (vers 1327 Éléonore de Saint-Omer est comtesse de Fauquembergues, sa fille Béatrix de Gavre est l'épouse de Moreau de Fiennes); défaite de Robert d'Artois qui rejoint le camp d’Édouard III à Tournai. En (1341? selon Feuchère), en garnison à Aire avec des chevaliers artésiens, Godefroy (et/) ou Baudouin, participe à la déroute infligée devant Saint-Omer aux troupes flamandes de Robert (III) d’Artois.
Dès (1341?)-1342, Baudouin de Lens, seigneur d’Annequin servit (d’abord) en Bretagne sous les ordres de Geoffroi de Charny et du maréchal d’Audrehem  selon les chroniques de Froissart et différents textes du XIVe siècle. Il semble que Charny et Audrehem soient actifs en Bretagne dès 1342. Ainsi on trouve Arnoul d’Audrehem nommé capitaine du roi « en toute Bretagne » au milieu de l’année 1342, il est cité à Ploërmel lors de la prise de cette ville par Édouard III. En le supposant actif sur les champs de bataille dès le milieu de l’année 1342 jusqu’à la prise de Ploërmel avant le 5 décembre 1342 en Bretagne ; il aurait alors potentiellement participé aux batailles, de Quimperlé en avril 1342 (situation limite avec la mention de « milieu d’année ») ; au siège d’Hennebont en mai-juin 1342 ; à la bataille de Brest le 18 août 1342 ; à la bataille de Morlaix le 30 septembre 1342 ; au deuxième, troisième et peut-être au quatrième sièges de Vannes d’octobre à décembre 1342. Quant à Geoffroi de Charny, il est en expédition en Bretagne en octobre 1341, puis il est fait prisonnier à la bataille de Morlaix le 30 septembre 1342, où il commandait un corps de l'armée venu combattre les Anglais pendant la guerre de Succession de Bretagne; il est enfermé à la tour de Londres. Dès 1342, Baudouin de Lens, seigneur d’Annequin, serait donc sur les champs de bataille.
En 1346, vers la mi-avril (ou mi-août), Béthune est assiégé par les troupes flamandes commandées par Oudart de Renty ((Renty), châtelain d'Audruicq et de Tournehem, banni de France pour avoir pris le parti de Robert d'Artois et rallié aux anglais), la défense française de la ville est organisée par Geoffroy de Charny et Eustache de Ribemont avec Godefroy et Baudouin d’Annequin ; Jean de Landas, capitaine de Boulogne,, (il s'agit du beau-frère de Moreau de Fiennes, après la mort de Jean de Châtillon-Saint-Pol (avant 1344)); Hugues de Bours, châtelain de Béthune en 1346 et 1367 ; Mathieu de Werquigneul, châtelain de Béthune en 1346. Baudouin (armé chevalier commence son service) est en service sous les capitaines Edouard de Beaujeu (nommé maréchal de France en 1347 après Robert de Wavrin seigneur de Saint-Venant, nommé en 1344 et avant Guy II de Nesle nommé en 1348), Geoffroy de Charny et Arnoud d’Audrehem. En 1351, Edouard de Beaujeu est chargé de défendre la frontière vers Saint-Omer contre les anglais qui tiennent Calais, il meurt à Ardres où « messire Bauduins Dennekins » se signale par sa valeur.
En 1346, le 9 août, Godefroy s’engage à servir pendant 15 jours à Béthune et à visiter les « chasteaux à Mgr à Bevry (Beuvry?) et le païes », il défend la ville et force les flamands à lever le siège, Baudouin son fils est présent lors de ce siège.
En 1346, le 4 septembre, le siège de la ville de Calais débute.
En 1346, le 20 octobre, Godefroy est récompensé à Pont-Sainte-Maxence par Louis II comte de Flandre auprès duquel il s’engage. Il meurt en 1351. Le 22 janvier 1360, Louis II comte de Flandre « donne mandement pour payer au seigneur d’Annequin, grand maître des arbalétriers de France une somme... pour les arrérages d’une pension viagère que ledit comte devait à Mgr Geoffroy, seigneur d’Anekin, père dudit grand maître des Arbaletriers ».
En 1347, le 3 août, les anglais s'emparent de Calais après le siège de la ville qui débuta le 4 septembre 1346.
En 1349, du 31 décembre au 1er janvier 1350, a lieu la bataille de Calais qui résulte d'un accord secret entre le chevalier français Geoffroi de Charny et Amery de Pavie, le gouverneur anglais de Calais. Amery ayant promis de vendre Calais à Charny, ce dernier rassemble des cavaliers afin de s'emparer de la ville.
En 1350, à partir du mois de janvier jusqu'en juin 1351, Geoffroi de Charny est prisonnier des anglais. En 1351, au mois de juillet, Jean le Bon verse une rançon de douze mille écus pour Geoffroi qui est alors libéré.
En 1350, le 19 novembre, Jean le Bon fait exécuter le connétable Raoul de Brienne, comte de Guînes, dont les domaines sont partagés entre plusieurs royaumes (France, Angleterre et Irlande), alors que celui-ci rentre de sa captivité anglaise. Les causes de son exécution sont restées secrètes.
De 1351 à 1352 Baudouin se bat en Normandie sous Geoffroy de Charny.
En 1353 il sert en Normandie sous le maréchal d’Audrehem. C’est dans ce contexte de la guerre de Succession de Bretagne à laquelle il aurait pu prendre part dès 1341-1342 (cf. supra), qui a eu lieu au cours de la guerre de Cent Ans et qui oppose Jean de Montfort à Charles de Blois que Baudouin fait la connaissance du futur connétable Bertrand du Guesclin qui succédera à Robert de Fiennes sur les recommandations de ce dernier au roi Charles V.
En 1354, lors d’une trêve, Arnoud d’Audrehem organise des joutes à Pontorson et charge de la direction Pierre de Villiers de l’Isle-Adam alors capitaine de la ville et Baudouin d’Annequin ; c’est à cette occasion en 1354 que Bertrand du Guesclin devient un soldat régulier de la compagnie de Pierre de Villiers de l’Isle-Adam.

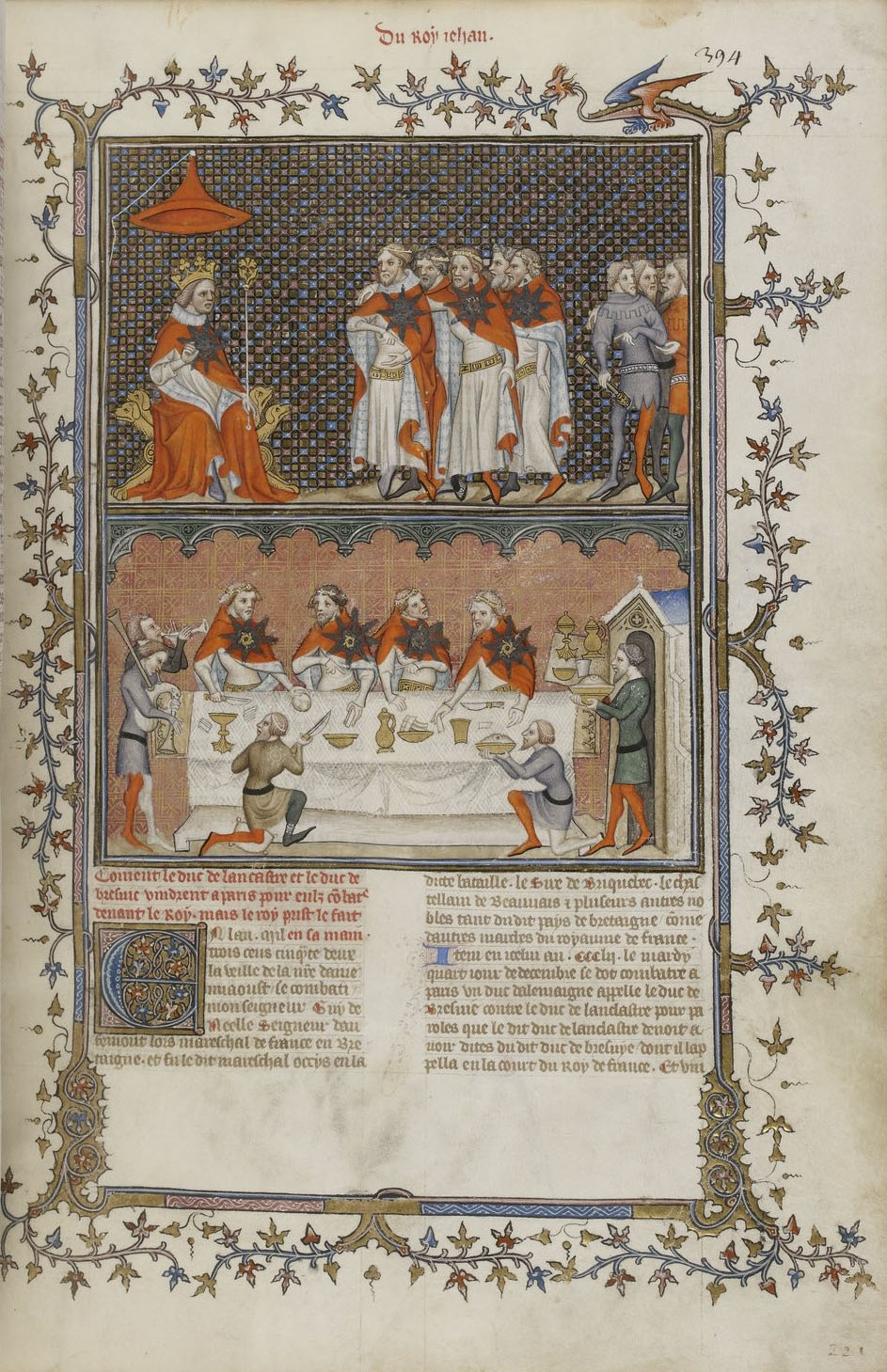
Baudouin de Lens sire d'Annequin fait partie des dix-neuf chevaliers de l'ordre de l'Étoile crée en 1351 par le roi Jean le Bon. Lors de la bataille de Poitiers en 1356 ils forment l’escorte du souverain, ils y furent tués ou faits prisonniers. Jean II instituant l'ordre de l'Étoile et banquet de l'ordre de l'Étoile, deux enluminures d'un manuscrit des Grandes chroniques de France, XIVe s. (BNF, Français 2813, fol. 394)

En 1356, le 19 septembre, le roi Jean II le bon et son fils Philippe (futur "Philippe le Hardi", duc de Bourgogne) sont faits prisonniers après la bataille de Poitiers. Baudouin signalé par son ardeur mais blessé doit se rendre au chevalier anglais Barthélemy de Burghelst; il fait partie des dix-neuf(ou dix-huit) chevaliers de l’ordre de l’Étoile, récemment crée, qui formaient l’escorte du souverain et qui furent tués ou faits prisonniers; l'histoire a conservé le nom de ces braves « chevaliers ou écuyers, qui ont été tués ou blessés à Poitiers, sous la bannière de France, pour leur honneur ayant plus cher à mourir que fuite honteuse leur fût reprochée » : Le duc Pierre de Bourbon (Pierre Ier de Bourbon); Guichard de Beaujeu (Guichard VII ou VIII?); Jean de Landas (qui fut chargé de veiller au salut du Dauphin); l’archiprêtre Baudoin (ou Regnault?) de Cervolles; Thibault de Voudenay; Baudoin d’Annekin; le duc d’Athènes, connétable de France (Gautier VI de Brienne); l’évêque de Chalons; les comtes de Waudemont, de Ventadour et de Vendôme; Guillaume de Nesle; Eustache de Ribemont; le sire de la Tour d’Auvergne; Guillaume de Montaigu; Grimouton de Chambly; Baudrains de la Heuze; Geoffroy de Charny; Jean de Clermont, maréchal de France; d’Audenham, marchal de France (Arnoul d'Audrehem),,,. Baudouin accompagne le roi Jean en Angleterre, nommé chambellan royal, il est libéré en 1357. Sa captivité commune avec le roi devenu son ami, la protection d’Arnoud d’Audrehem et l’amitié avec Bertrand du Guesclin lui donnent une influence grandissante dans les affaires de l’état. Plusieurs missions secrètes entre le roi Jean le bon et son fils Charles V lui sont confiées et, en 1358, à la mort de Robert d’Houdetot, il est fait grand maître des arbalétriers, c’est-à-dire commandant de toute l’infanterie du royaume.
En 1357 il succède à Eustache de Ribemont (en) comme gouverneur de la Flandre Wallonne; depuis 1305 avec le traité d’Athies-sur-Orge (actuellement Athis-Mons, a été signe entre la France et la Flandre le 23 juin 1305 après la bataille de Mons en Pévèle), la Flandre Wallonne séparée du comté de Flandre, relevait directement du roi. Le terme « Flandre wallonne » n’apparaît qu’au XVIIIe siècle dans le vocabulaire de l’administration française pour distinguer la région de Lille, Douai et Orchies de la frange de la Flandre flamingante (le Westhoek français) conservée après le traité d’Utrecht (futurs arrondissements d’Hazebrouck et Dunkerque).
En 1358, au mois de février, il accompagne le régent, futur Charles V, dans la visite des places de Melun, Corbeil, Crécy et Pontoise.
En 1358, au mois d'Août, il est un des capitaines français avec Raoul de Cany, les sires de Raineval et de Roye et l’évêque de Noyon qui cherchent à débarrasser le Noyonnais des bandes navarraises.
En 1359 il est au siège de Saint-Valéry, après la prise de la ville, Saint-Pol (Guy V de Châtillon-Saint-Pol, fils de Jean et de Jeanne de Fiennes sœur du connétable de France) et du Guesclin décident de poursuivre Philippe de Navarre.
En 1359, au mois de mars, il est capitaine du château de Presle-l’Evêque puis de la ville de Saint-Quentin, il se laisse surprendre par les anglais et doit se rendre à nouveau à Barthélemy de Burghelst (Bartholomew Burghersh the younger (en), fils de Bartholomew Burghersh the elder, sénéchal de Ponthieu) avant que ce dernier ne soit pris par les français et dont il traitera de la délivrance en janvier 1360.
En 1360, 15 février, il va abattre la forteresse de Saint-Germain-sous-Cailly avant d’être nommé capitaine de Tonnerre, il résiste victorieusement aux et assauts des anglais et défend le château contre Edouard III d'Angleterre en personne.
En 1361, le 31 juillet, Jean d’Artois comte d’Eu, fils de Robert III, reçoit des lettres du roi Jean II le Bon lui enjoignant de prêter hommage au roi d’Angleterre Édouard III pour les fiefs qu’il possède dans la mouvance du comté de Ponthieu, lequel a été cédé audit roi d’Angleterre par le traité de paix.
En 1361, Baudouin est délégué par le roi Charles V avec l’évêque de Meaux, le comte d’Alençon, Charles d’Artois et Bertrand du Guesclin pour traiter de la reddition de quelques places dans le Maine.
En 1361, Du Guesclin surprend les anglais à Briouze dans le canton d'Argentan (en novembre 1361 sous le commandement du connétable de France -Robert de Fiennes- et de Baudouin d'Annequin, maître des arbalétriers, Du Guesclin se trouva ainsi devant le château de Briouze-Saint-Gervais dans le Perche, repaire des Anglos-Gascons), puis il marche sur Brisoles (Brezolles) avec Robert de Fiennes, Baudouin d'Annequin et d'autres seigneurs normands qui s'étaient rassemblés à Tillières, la ville de Brisoles se rend.
Vers le même temps les anglais occupaient Sablés et le Plessis-Buret, Sablé est assiégé et pris par les sires de Craon de Laval et de Bertrand. Autres rencontres vers le comté d'Alençon. Combat au pont de Juignys (Juigné-sur-Sarthe) entre Guillaume de Craon et Bertrand du Guesclin d'une part et Hugh de Calverly (Hugues de Calveley) de l'autre. Guillaume de Craon quitte le champ de bataille et Bertrand du Guesclin est fait prisonnier. Éloge de ce dernier et de sa conduite pendant le siège de Rennes (1356-1357) par le duc de Lancastre. Combat du Champ Genestous dans le Maine entre les Normands commandés par Le Galois d'Assy et les anglais de Robert Mitton. Défaite des anglais qui sont tous tués sauf deux blessés qui se réfugient au Plessis-Buret. Siège de Saint Martin de Séez par le connétable Moreau de Fiennes et Bertrand du Guesclin. Profitant d'un jour de brouillard, les anglais surprennent les français, Bertrand du Guesclin, Oudard de Renti (Renty), Enguerrand d'Eudin (Hesdin) et plusieurs autres chevaliers normands et picards rétablissent le combat; reddition de la place en février 1362.
En 1362, le 15 mai, il passe en Bourgogne sous le commandement du comte de Tancarville (Jean II de Melun, beau-père du connétable de Fiennes).
En 1363, il est capitaine de la place de Corbeil.
En 1364, en début d'année, il accompagne à Poitiers le roi de Chypre, Pierre de Lusignan, venu demander en vain une croisade aux rois de France et d’Angleterre.
En 1364, au mois de mars, il est au siège de Rolleboise; du Guesclin venait de dégager Meulan et Baudouin fut nommé capitaine de la ville (cf contradiction chronologique ci-dessous).
En 1364, le 8 avril, le régent, futur Charles V, apprend que son père, le roi Jean II le bon est mort à Londres.
En 1364, à partir du 10 avril, du Guesclin se consacre au siège de Meulan en attaquant de la rive droite de la Seine avec le comte d'Auxerre Jean de Chalon et son frère Louis surnommé le chevalier vert (il s'agirait de Louis de Chalon-Tonnerre, Louis Ier de Chalon-Tonnerre); les troupes du baron de la Ferté, du maître des arbalétriers du roi Baudouin d'Annequin, ainsi que Jean de la Rivière et Jean de Béthencourt (cf parent de Jean de Béthencourt) l'investissent de la rive gauche.
En 1364, depuis le printemps, les grandes compagnies, bandes anglo-navarraises dévastaient la Normandie sous la conduite du Captal de Buch; du Guesclin lève alors une grande armée avec Enguerrand d'Eudin, fidèle compagnon d'arme du sire d'Annequin), Oudart de Renty (Renty) et Baudouin d’Annequin.
Le captal de Buch lieutenant du roi de Navarre entre dans le comté d'Évreux, Guillaume du Merle qui était à Bayeux en profite pour aller ravager le Cotentin. Les anglais et les Navarrais l'attaquent près du village d'Escauleville, ils sont battus. Guillaume du Merle s'empare ensuite du château de Carentan et de Pont Douve. Trois jours après le régent, futur Charles V, est sacré à Reims le dimanche 19 mai 1364. Bertrand du Guesclin marche contre le captal de Buch avec le comte d'Auxerre, le vicomte de Beaumont (Louis de Brienne, vicomte de Beaumont), le sire d'Annequin maître des arbalétriers, Mouton de Blainville, Hugues de Chalon (fils de Jean III de Chalon-Auxerre, confusion possible d'"Hugues" avec Louis de Chalon "le vert chevalier"), etc. Avec le captal est la fleur des gens d'armes gascons et anglais, des marches de Normandie de Perche et de Maine. Bertrand du Guesclin s'approche du captal de Buch et passe la nuit à la Croix Saint-Lieufroy. Le lendemain les deux armées se trouvent en présence au pas de Cocherel.

#### Bataille de Cocherel, 1364
Les Français poursuivent les Navarrais et les rencontre lors à Cocherel le 16 ou 19 mai (selon les sources) 1364; lors de la bataille, les forces françaises sont divisées en trois corps rangés avec une réserve placée en arrière:
- L'aile gauche commandée par Jean III de Chalon-Auxerre, comte d'Auxerre, est composée des milices communales de plusieurs villes de Normandie, de Picardie et de plusieurs autres de diverses provinces françaises.
- Le centre commandé par Bertrand du Guesclin à la tête de troupes composées de Bretons dont son cousin Olivier de Mauny.
- L'aile droite commandée par Baudouin de Lens, sire d'Annequin, appuyé par Arnaud de Cervole, la bannière bourguignonne du vert Chevalier (Louis Ier de Chalon-Tonnerre[t]), et celle du Gascon d'Albret.
- L'arrière-garde qui se compose essentiellement de Gascons avec pour mission de prendre l'adversaire à revers et de lui enlever ses étendards.

Selon Christiane Raynaud, le seigneur d'Annequin, maître des arbalétriers de France commande l'infanterie à Cocherel, il est cité après du Guesclin dans la "Chronique anonyme dite des Cordeliers",.
Baudouin y décède le 27 mai 1364 à la suite des coups portés par le chef navarrais Mareuil (Jean de Soult ou de Sault dit Le Bascon (bâtard de Mareuil)).

## Mort et sépulture
À la suite de la bataille de Cocherel en 1364, la dépouille mortelle du gouverneur de Lille fut ramenée et inhumée à la collégiale Saint-Pierre de Lille.

### Transcription de son épitaphe
Transcription de son épitaphe,, :
« A la muraille du cœur, on y voit un chevalier à genoux armé de toutes pièces, devant l’annonciation de la vierge, deux escuyers à cheval et un laquais tenant le cheval par le frein ; l’un des escuyers porte une bannière aux armes du chevalier et l’autre un heaulme au bout d’une lance, lequel heaulme est timbré d’un cygne ».
Les quartiers auraient été :
Selon Le Pez : 1. Fiennes, 2. Annequin, 3. Azincourt, 4. Louwez
Selon Millin, cité par Leuridan: 1. Lens, 2. Licques, 3. Bois de Fiennes, 4. Azincourt
Selon Feuchère : 1. Lens (Louwez ou Loues : Lens brisé), 2. Boyeffles, 3. Azincourt, 4. N…

« En ce dur monde transitoire
Doibt bien par droict estre mémoire
D’ung vaillant homme de renom
Ly quel eut Baudewin à nom
D’Annekin et fut chevaliers
Et mestre des Abalestriers.
De Lille, Douay gouvernères.
Des Apartenanches ménères
Par devans Cocheriel Mouru.
En la bataille qui y fu
L’an de grasse mil et trois cens.
LXIIII. La présens
Fut en le bataille un joesdi
Seisième jour en juin perdi
Captal de Buch qui y fut pris.
Comme capitaine de hault pris
Des deux partis eut moult grant perte.
Mais à nous la victoire aperte.
Car vous y furent desconfy.
A leur perte nos anemy.
Or prions la Vierge Royne
Qui porte la vertu divine
Que elle voelle à son fils prier
Pour l’ame du bon chevalier. »

— Amen
Le portrait de Baudouin de Lens était peint jadis au-dessus de son épitaphe, « revêtu d’une cotte armoyée de ses armes, qui sont martelées d’or et de sable, au bâton de gueules engrelé brochant sur le tout. » Il y avait là une peinture murale, qui disparut sous les boiseries dont on recouvrit au XVIIIe siècle la paroi du chœur en dehors. Elle représentait l’Annonciation, et n’avait pas moins de vingt pieds de longueur. Baudouin de Lens y était représenté à genoux comme donateur.

### Galeries historiques du palais de Versailles
Baudouin de Lens est inscrit aux tables de bronze de la galerie des batailles du château de Versailles:
Grands Maîtres des arbalétriers et de l'artillerie Colonels-Généraux
BAUDOUIN DE LENS, SIRE D'ANNEQUIN, tué à la bataille de Cocherel, le 27 mai 1364.

## Succession
Baudouin de Lens, seigneur d’Annequin et de Boyeffles a eu deux enfants illégitimes nommés Gilles (de Lens) dit "l'esclave" d'Annequin et Arundel (de Lens). Il eut pour successeur à Annequin et Boyeffles sa sœur Jeanne de Lens, épouse en 1362 de "Jehan dit Bosket sire du Bos et de Vremele (Vermelles), chevalier, châtelain de Beuvry" cité aux chartes d’Artois le 18 juillet 1360, à qui elle apporta aussi le domaine de Fruges,,. Ce chevalier, châtelain de Beuvry est Jean Ier du Bois, de la maison de Fiennes, tige des du Bois d’Annequin. Ce personnage est peut-être en lien avec l'écu annoté "Boskes Doubois" (Boskes = dit Bosket, Doubois = sire du Bos ?) au folio 34r de l'Armorial de Bavière.
Selon l'historien Werner Paravicini, les [de Fiennes du Bois] d'Annequin en Artois (dép. Pas-de-Calais, arr. Béthune, cton Cambrin) descendaient des comtes de Boulogne par les châtelains de Lens.
Le blason de "Boskes Doubois", "D'argent au lion de sable armé et lampassé de gueules, à la bordure de gueules" (identifié comme du Bois de Fiennes - Bourse) est présent dans l'armorial de Bavière parmi ceux des participants à un tournoi à Mons en 1310. Sur les folios 33v et 34r, on distingue successivement les blasons de : Waucier Dantoing (Antoing), Sansonneg de Lalaing (Lalaing), le bourgne de Mauny (prob père de Gauthier de Mauny), Alars Derobais (Roubaix), Jehan de Barbanson (Barbançon), Sohier de Lidekercke (Liedekerke), Godefroy de Naste (Naast), Thyri le Medes (Medes), Jehan de Peremont (Peremont), Gille le Paspes (de Papes), Moriaus de Harneg (Harvecq), Boskes Doubois (Bois de Fiennes - Bourse), Alexandres de Canfours (Escaufort), Jehan Dayne (Esne), Nico de Wasiers (Wavrin), Ewars de Floresies (Floresies), Henri de Montigni (Montigny en Ostrevant), Gaudras Doisi (Oisy),.
Le blason du sire du Bois, « écartelé, d'argent au lion de sable, à la bordure de gueules et contre-écartelé d'or et de sable à la cotice engrelée brochante sur-le-tout » est présent dans l'armorial de Bavière parmi ceux des participants à une expédition contre les Frisons à Kuinre en 1396. Le blason du sire du Bois comporte le blason « écartelé d'or et de sable à la cotice engrêlée brochante sur-le-tout » de Baudouin de Lens sire d'Annequin ou celui de son lignage. Sur les folios 43r et 43v et 44r, on distingue successivement les blasons de : sire de Cautein, monsr. de Mes, sire de Saint Aldegonde (Saint-Aldegonde), sire Dosart, sire Obaert de Cauni, sire de Metz, sire Thiri de Lecke, sire Nicole de Borssele (Borssele), le sr. de Lannas (Landas), sire de Bous (du Bois), sire de Cauerijn, sire Philippe de Polanen, sire Jehan de Renesse (Renesse), sire Ghie de Monchaulx, sire Jehan de Floyon, sire de Sclebes, sire Ostelet de Scautsiins, sire Otte de Asperen, sire Jehan de le Camp, sire Jehan de Borssele (Borssele), sire Guillem de Cronenbourch, sire Adam de Kercken, sire Reyener de Enciin, sire Godefroid de Blehem, sire Rolant de Scoonuelt, sire Waltier de Hautpen, sire Robert de Jupli.
En 1384, le 30 janvier, Louis II de Flandre, dit Louis de Male, comte de Flandre, de Nevers et de Rethel, comte d'Artois et de Bourgogne, décède; lors des obsèques qui eurent lieu en la collégiale Saint-Pierre de Lille, furent notamment présents aux cérémonies l'Esclave d'Annequin (Gilles dit L'Esclave fils de Baudouin de Lens) et Waleran de la Salle (fils de Bernard de la Salle de Péronne,,) qui portent l'écu de Jean d'Artois comte d'Eu, dit Sans-Terre (fils de Robert III d'Artois) et Philippe de Bar (fils de Robert Ier de Bar). Waleran était entré dans le service de Charles d'Artois, comte d'Eu,, fils de Philippe d'Artois (fils de Jean d'Artois comte d'Eu) fait connétable de France par Charles VI, après la déposition d'Olivier de Clisson; Gilles de Lens dit l'Esclave d'Annequin aurait pu suivre le même service.

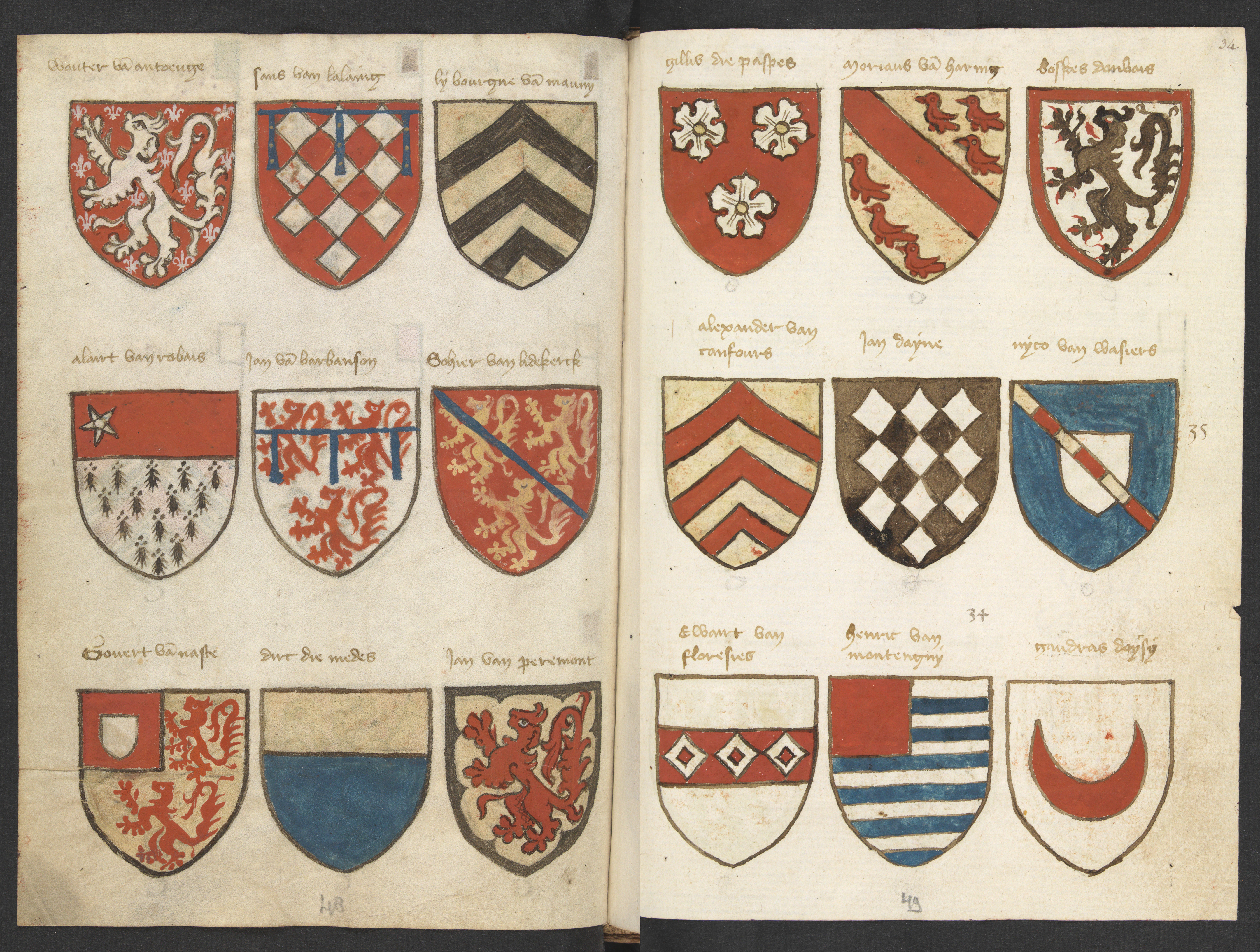
Blasons de participants à un tournoi à Mons en 1310. Au folio 34r (p. de droite) situé sur la première rangée, à droite ; on distingue celui de "Boskes Doubois". Armorial de Bavière, côte 79 K 21, Bibliothèque nationale des Pays-Bas.

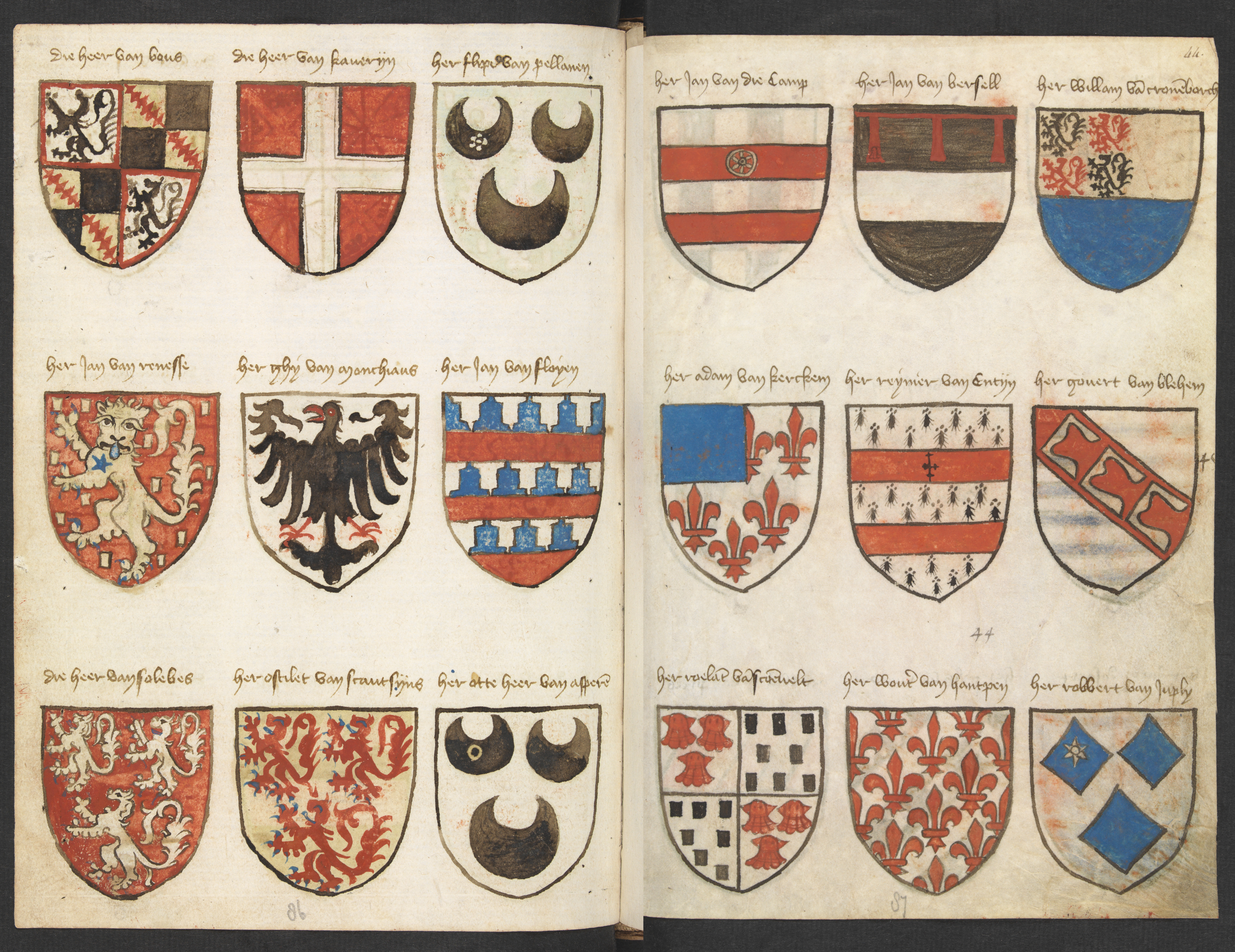
Blasons de participants à une expédition contre les frisons à Kuinre en 1396. Au folio 43v (p. de gauche) situé sur la première rangée, à gauche; on distingue celui du "seigneur du Bois". Armorial de Bavière, côte 79 K 21, Bibliothèque nationale des Pays-Bas.

## Ascendance
Ascendance de Baudouin (II) de Lens, seigneur d’Annequin parmi les châtelains de Lens et cadets du XIIe au XIVe siècle.
Baudouin (II), châtelain de Lens, (1109-1159) → Baudouin (III), châtelain de Lens, (1159-1169) → Eustache, châtelain de Lens, (1169-1209) → Jean (Ier), châtelain de Lens, (1209-1215) → Baudouin (IV), châtelain de Lens, (1215-1263) (Nicolas son frère, sr de Beuvry, + ap 1245 dont Jean, sr de Beuvry, + av 1260) → Godefroy (Ier), sr d’Annequin, + av 1290 → Baudouin (Ier), sr d’Annequin, + av 1322 → Godefroy (II), sr d’Annequin, + vers 1349 → Baudouin (II), sr d’Annequin, grand maître des arbalétriers de France, + 1364.

## Armoiries
Au folio 47v de l'Armorial de Gelre, on distingue en 4e position en partant du haut vers la droite, l'écu de Baudouin de Lens.
Blasonnement : « Ecartelé d'or et de sable, à la cotice engrelée brochante sur-le-tout. Cimier : Un buste de cygne issant d'une cuve d'argent ».
Folio 47r:

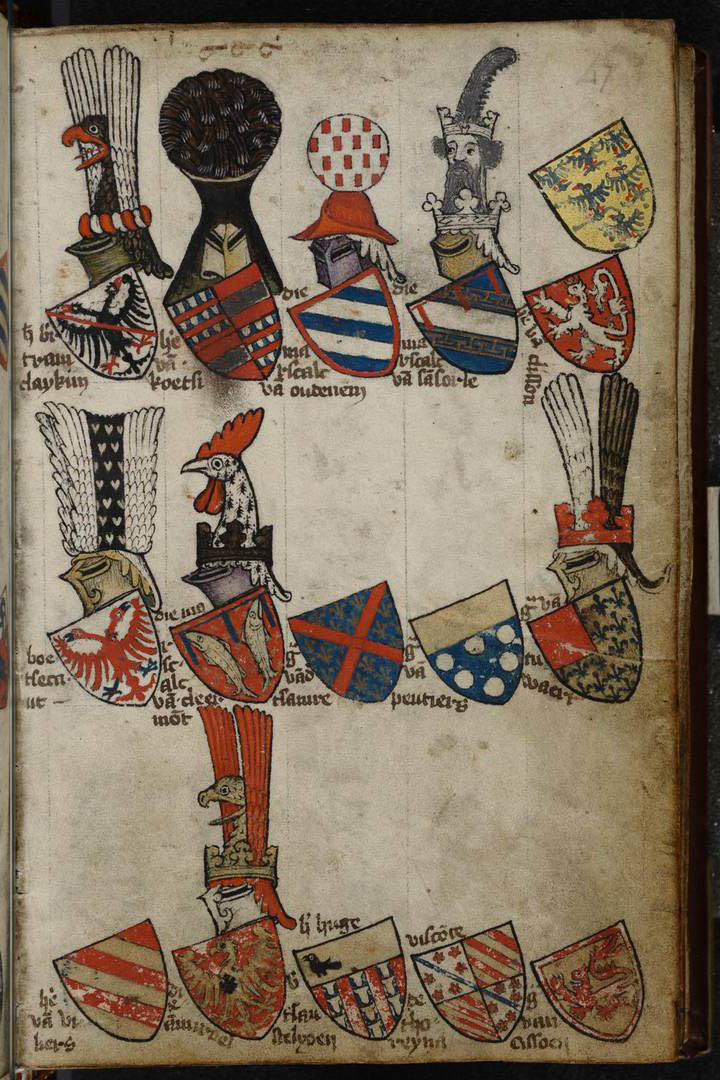
Armorial de Gelre, folio 47r

335. Bertrand du Guesclin, Connétable de France (ami de Baudouin)
336. Enguerrand VII, Seigneur de Coucy
337. Arnoul d'Audrehem, Maréchal de France (Baudouin commence son service sous ce capitaine)
338. Louis de Sancerre, Maréchal de France
339. Olivier de Clisson, connétable de France
339bis. Preuilly
340. Jean le Meingre dit Boucicaut, Maréchal de France
341. Jean de Clermont, Maréchal de France
342. Evêque-Duc de Langres (Pair de France)
343. Guillaume de Poitiers (évêque de Langres)
344. Louis II, vicomte de Thouars
345. Humbert VII de Villars
346. Jean de Vienne, Amiral de France
347. Hugues de Châtillon-Porcien
348. Raymond Roger, Vicomte de Turenne
349. Soissons

Folio 47v:

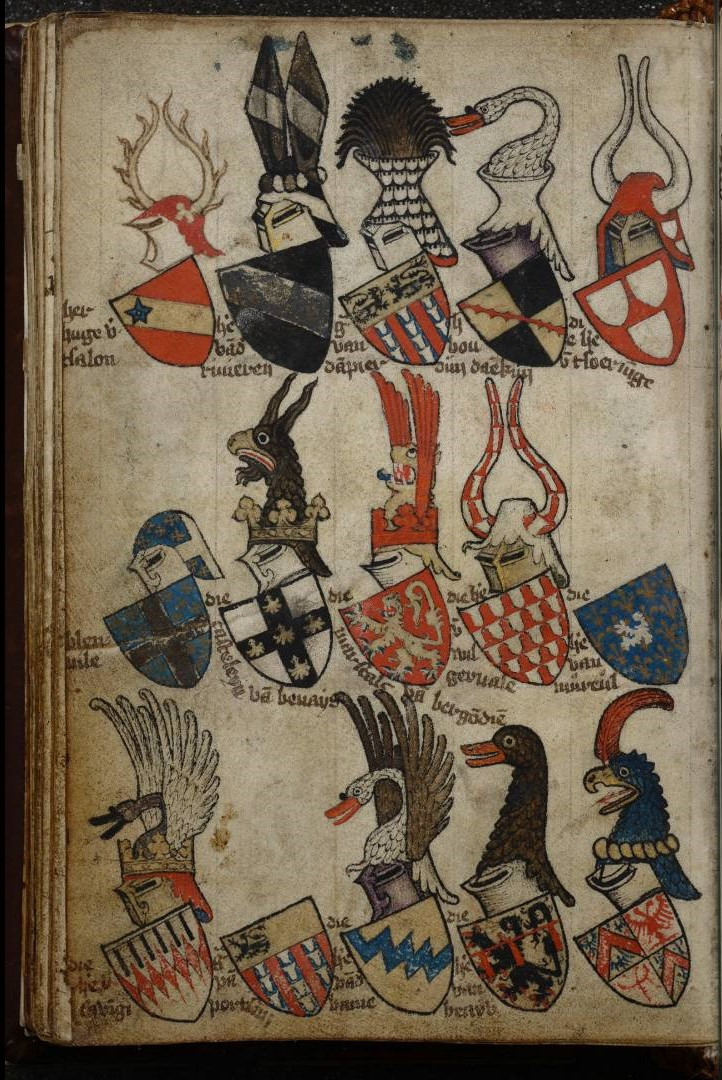
Armorial de Gelre, folio 47v

350. Hugues de Chalon, Seigneur d'Arlay
351. Bureau, Seigneur de la Rivière
352. Hugues de Châtillon, Seigneur de Dampierre
353. Baudouin de Lens, Seigneur d'Annequin
354. Geoffroi de Charny (Baudouin commence son service sous ce capitaine)
355. Jean Mauquenchy, Seigneur de Blainville
356. Guillaume IV, Châtelain de Beauvais
357. Guy de Pontaillier, Maréchal de Bourgogne
358. Willerval
359. Bernard de Moreuil, Maréchal de France
360. Guy II de Chauvigny
361. Jean de Châtillon, Comte de Porcien
362. Jean de La Baume
363. Edouard I de Beaujeu (Baudouin commence son service sous ce capitaine)
364. Gui VI de La Trémoille

## Devise et cri de guerre
Devise: "La lenteur avance souvent plus"
Cri de guerre: "Boulogne !" (en souvenir du comté)

## Appellations dans les manuscrits enluminés desChroniques de Froissart
- monseigneur Baudouin d’Ennekin > New York M804 (110 r) 1-301 > New York, Morgan Library, M.804
- messires Baudouin Dennequins > London Arundel 67 (vol. 1) (361 v) 1-339 > Londres, British Library, Arundel, 67
- monseigneur Baudouin d’Ennekin > Toulouse 511 (110 v) 1-301 > Toulouse, Bibliothèque municipale, MS 511
- monseigneur Baudouyn d’Ennekin > Paris ms. fr. 2663 (157 r) 1-301 > Paris, Bibliothèque nationale de France, français, MS 2663
- monsigneur Bauduin d’Ennekin > Chicago f.37 (vol. 1) (120 v) 1-301  > Chicago, Newberry Library, Case MS f37, vol. 1, 2
- mesirez Bauduins Dennekins > Chicago f.37 (vol. 1) (138 v) 1-338 > Chicago, Newberry Library, Case MS f37, vol. 1, 2
- messires Bauduins Danekins > Chicago f.37 (vol. 1) (139 r) 1-339 > Chicago, Newberry Library, Case MS f37, vol. 1, 2
- monseigneur Baudouin d’Ennekin > Besançon 864 (148 r) 1-301 > L’exemplaire de Besançon est accessible sur le site de la Bibliothèque municipale de Besançon : (Les chroniques de Froissart, Manuscrits 864 et 865)

## Divers actes relatifs au(x) sire(s) d'Annequin
1345, 8  décembre. —  Mandement au bailli d'Amiens :  exécuter sa sentence en faveur de Guillaume Renier, Pierre, son berger, Jean France et consorts, justiciables du sire d'Annequin, contre Jacques Sarrazin, Enguerran Payen et consorts, habitants au village de Sailly; attendu que l'assignation obtenue à  la suite de l'appel n'a pas  été  intimée dans les trois mois.
1346. — Jacques Sarrazin, Enguerran Payen et consorts, habitants de Sailly, c/ Guillaume Renier, Pierre Seuberchier et consorts, demeurant à Annequin, ou sous la puissance du sire d'Annequin. — Cassation d'une sentence du bailli d'Amiens en tant qu'elle condamnait à l'amende les demandeurs. On réserve la question de savoir s'il a bien ou mal jugé en confirmant la sentence du prévôt de Beauquesne et déboutant les défendeurs de leur prétention à user des produits d'un marais sis entre  les deux villages.
1361, 5 mars. — Baudin d’Annequin, maître des arbalétriers de France, reconnaît que l’abbé de Saint-Bertin lui a prêté 60 deniers d’or au mouton, du cuing du comte de Flandres, qu’il promet de lui rendre au Noël.
Saichent tout chiaus etc. que jou Baudins, sires de Danekin, chevaliers, maistre des abalestriers du Roy de France no sire, ay eu et receu de Rev. P. en Dieu monsieur Aleaume, .. abbé de Saint Bertin en Saint Aumer, sexante deniers d’or au mouton du cuincg du.. conte de Flandres, lesquels il m’a prestés en pur prest, baillet et delivres en sès deniers bien comptés et bien nombrés, à me priere et requeste et à me très grant nécessité et besoing, ... lesquels ... jou promech (*) et encouvens loyaulment en boine foy, comme boins et loyauls chevaliers, et sur toute le foy et loyauté que jou doy à Dieu et au Roy no sire, rendre et payer audit abbé, ou à son commant, porteur de ces presentes, à le feste de le Nativité Nostre Seigneur prochain venant ...Faites et données l’an de grâce mil trois cens sexante, le quint jour du mois de march.
1425, 18 janvier. — Tassart d’Annequin, écuyer, demeurant à Béthune, vend aux religieux de Saint-Bertin, pour la somme de 116 livres, la moitié de la dîme de Verquin.
A tous ceulx, etc. Comme feu Gille d’Anequin, dit Lestlane, escuier, mon pere, que Dieux pardoinst, en l’an mil trois cens quatre vins et ung, [eust] acheté à venerables et discrètes personnez messeigneurs les religieux, abbé et couvent de l’eglise de St Bertin en St Aumer le moitié de toute le dime de Werquin lez Bethune, à eulx appartenant, pour en goïr durant les vies de mon dit feu pere et de mi, et le darrain vivant tout tenant ;... et il soit ainsi que par le trespas de mondit feu pere, toute le moitié d’icele disme me compete et appartiengne a mi seul, etc. Faictes et données le dix huilime jour de janvier, l’an de grâce mil quatre cens et vinte quatre,.
1429, 21 octobre. — Déclaration par le doyen et le chapitre de N.- D. d’Arras des terres qu’ils ont acquises en Artois, pour être amorties : un fief d’Adam de Gribauval, dit le Danois, écuyer tenu du sire de la Hamaide, chevalier, à cause de son château d’Huluch ; deux fiefs de Tassart d’Annequin, de Béthune, tenus de Jehan et de Baudoin du Bos,.